# Prêmio Charles S. Roberts

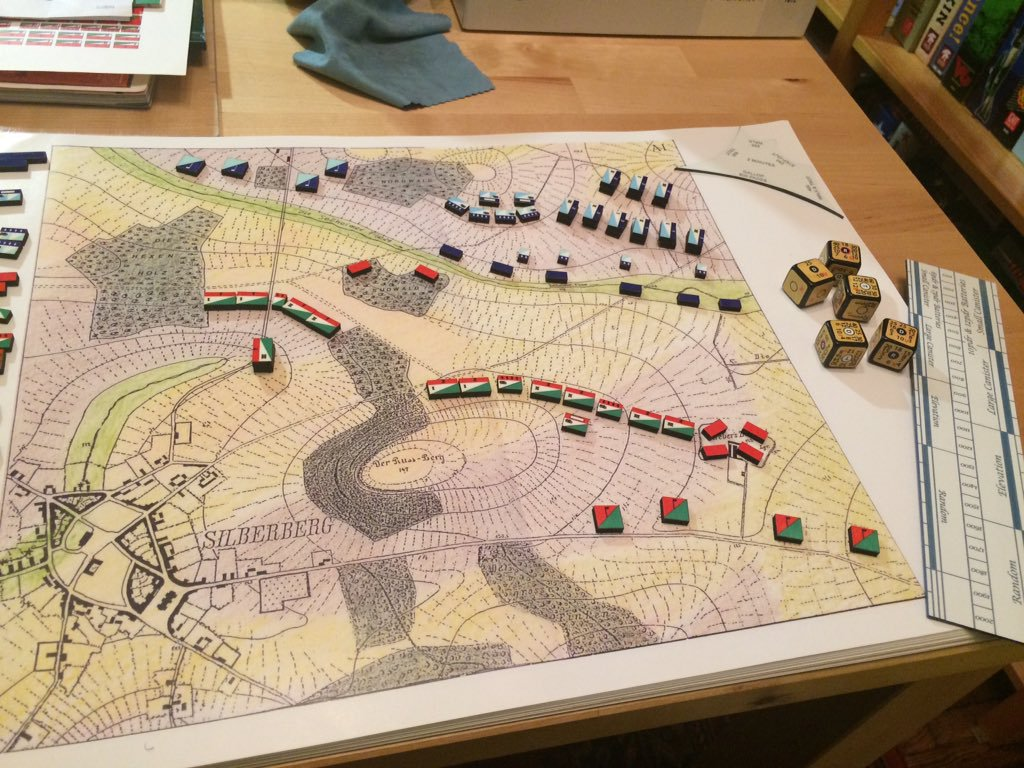
Reconstrução de um jogo de batalha prussiano (kriegsspiel), baseado em um conjunto de regras desenvolvido por Georg Heinrich Rudolf Johann von Reiswitz em 1824.

O Prêmio Charles S. Roberts (Charles S. Roberts Awards ou CSR Awards) é concedido anualmente para a excelência no  hobby de wargames históricos. É nomeado após Charles S. Roberts o "Pai dos wargames" que fundou a Avalon Hill. O prêmio é informalmente chamado "Charlie" e oficialmente chamado "Charles S. Roberts Award".
Antes de 2000, os prêmios eram entregues na Origins Game Fair, e os prêmios Charles Roberts antes de 1987 também são considerados Prêmios Origins. Desde 2000, os prêmios são dados no World Boardgaming Championships (formalmente "AvalonCon").
O Prêmio também inclui a Charles Roberts Awards Hall of Fame que reconhece designers de jogos e produtores que fizeram uma contribuição significativa e duradoura para o hobby contemporâneo de wargames de tabuleiro.

## Vencedores do prêmio mais recentes

### 2003[1]
- Melhor jogo de tabuleiro pré-segunda guerra mundial—Age of Napoleon (Phalanx Games)
- Melhor jogo de tabuleiro da segunda guerra mundial—Europe Engulfed (GMT Games LLC)
- Melhor jogo de tabuleiro da era moderna—Lock 'n Load (Shrapnel Games)
- Melhor jogo de tabuleiro publicado em revista—Ignorant Armies (Strategy & Tactics/Decision)
- Melhor jogo de tabuleiro DTP—Thunder on South Mountain (Blue Guidon)
- Best gráfico de wargames—Ardennes '44 (GMT Games LLC)
- Melhor revista profissional de wargames—Against The Odds
- Melhor revista amadora de wargames—Panzerschreck (Minden Games)
- Melhor revisão de jogo ou análise de jogo—Drive on Stalingrad, Paper Wars #50
- Melhor artigo histórico ou de cenário—"Napoleon at the Berezina", Against the Odds Vol.1 No.4
- Prêmio James F. Dunnigan, Para um designer de jogo, desenvolvedor, artista gráfico ou jogo pela realização proeminente - Rick Young e Jesse Evans, Europe Engulfed (GMT Games LLC)
- HALL OF FAME do Prêmio Clausewitz—Kevin Zucker

### 2004[2]
- Melhor jogo de tabuleiro pré-segunda guerra mundial—Sword of Rome (GMT Games)
- Melhor jogo de tabuleiro da segunda guerra mundial—ASL Starter Kit #1 (Multi-Man Publishing)
- Melhor jogo de tabuleiro da era moderna—Downtown (GMT Games)
- Melhor revista publicada sobre jogos de tabuleiro—Fortress Berlin (Against the Odds)
- Melhor jogo de tabuleiro publicado em desktop produzido—Louisiana Tigers (BSO Games)
- Melhor gráfico de jogo de guerra de tabuleiro—Downtown (GMT Games)